# 布拉格起義
布拉格起義是1945年5月第二次世界大戰結束後布拉格當地反對納粹德國的一次起事。納粹德國對捷克的佔領助長了捷克民眾的反德情绪，同時紅軍和西方盟軍的推進為捷克反抗軍提供了機會。
1945年5月5日，在歐洲的二戰結束時，佔領波希米亞和摩拉維亞保護國的德軍遭到了平民、捷克抵抗運動領導人和俄羅斯解放軍的襲擊。德軍對此予以反擊。5月8日，捷克和德國領導人簽署了停火協議，根據該協議，所有德軍撤出布拉格，但部分武装党卫军拒絕服從。戰鬥一直持續到5月9日，當時紅軍已進入布拉格。
作戰雙方都犯下了數項戰爭罪。德軍使用捷克平民作為肉盾，並實施了多起屠殺。同時在捷克斯洛伐克流亡政府的支持下，針對德國平民的暴力行為有增無減。盟軍最高指揮官德怀特·D·艾森豪威尔命令喬治·巴頓的美國第三軍團不要前來援助捷克反德武裝，這削弱了西方列強在戰後捷克斯洛伐克的信譽。相反，起義被描繪成捷克反抗納粹統治的象徵。